# Valério Máximo

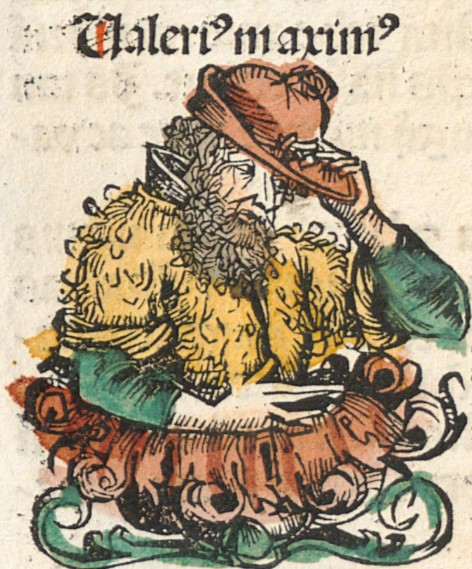
Imagem de Valério Máximo.

Públio Valério Máximo (em latim, Valerius Maximus) foi um escritor romano do final do século I a.C., início do século I d.C.
Escreveu os Nove Livros de Feitos e Dizeres Memoráveis (Factorum et dictorum memorabilium libri IX) dedicados ao imperador Tibério. Devido a informações internas, teriam sido finalizados por volta do ano de 31. Valério diz em seu prefácio que a obra deveria servir à consulta rápida e reúne mais de 900 exempla extraídos de historiadores e filósofos. Há, assim, um apanhado de histórias curtas, com protagonistas romanos e estrangeiros, com o fim de ilustrar uma série de virtudes e vícios. Essa compilação serviu a oradores para extrair narrações morais que pudessem ser utilizadas em discursos. Por esse caráter moral, a obra de Valério também desfrutou de grande popularidade durante a Idade Média, de modo que, dentre os prosadores latinos legados pela Antiguidade, é um daqueles de cujo texto sobrevivem o maior número de manuscritos.

## Referência bibliográfica
- Valério Máximo, Públio (2003). Hechos y dichos memorables. [S.l.]: Obra completa. Madrid : Editorial Gredos. ISBN 978-84-249-2388-4

1. Vol. I: Libros I-VI. [S.l.]: Madrid: Editorial Gredos. 2003. ISBN 978-84-249-2389-1
2. Vol. II: Libros VII-IX. Epítomes. [S.l.]: Madrid: Editorial Gredos. 2003. ISBN 978-84-249-2390-7